# Abd al-Rahman ibn Habid al-Siqlabi
Abd al-Rahman ibn Habid al-Siqlabi (Abderramán ben Habid) fue un mercenario cristiano de al-Ándalus que en 777 lideró una fracasada invasión a la península ibérica en apoyo del Califato Abasí.

## Biografía
Tras la rápida conquista musulmana de la península ibérica en el período 711–718, esta quedó como provincia dependiente del Califato Omeya. Sus gobernantes fijaron su capital en Córdoba y recibieron del califa de Damasco el título de wali o emir, constituyéndose el Emirato de Córdoba.
Cuando el avance de los ejércitos musulmanes se hizo más lento hasta detenerse tras la batalla de Poitiers, ya sin nuevas tierras que ocupar ni botín de guerra, en al-Ándalus empezó a vivirse un estado de guerra perpetua entre árabes y bereberes, e incluso entre las mismas tribus árabes que trasladaban a la nueva provincia sus viejas luchas. 
Abd al-Rahman, hijo de Habib, hijo de Abu-Bayda, hijo de Uqba, hijo de Núfi al-Fihrí, yerno de Yusuf ibn Abd al-Rahman al-Fihrí, era conocido por el Siqlabi, o esclavón,  por ser alto, rubio y de ojos azules como los cautivos eslavos que solían venderse en las costas orientales de Europa, los llamados "Saqaliba".
Era "Grande del Jund" (comandante de ejército) y luchó contra la rebelión bereber en la península junto a las fuerzas del sirio Balŷ ibn Bishr al-Qushayri hasta que en el 123 de la Hégira (ca.741 EC), éste destituyó y crucificó a su tío el emir Abd al-Malik ibn Qatan al Fihri. Se unió entonces al levantamiento árabe contra el usurpador hasta que victorioso el partido de Balŷ en la batalla de Aqua Portora, Abd al-Rahman debió pasar al Magreb, donde tuvo parte principal en los sucesos políticos del norte africano posteriores al año 125 de la Hégira (4 de noviembre de 742 al 25 de octubre de 743 EC).
Cuatro años después, regresó a la península y en el 129 (747) su suegro Yusuf se convertía en el nuevo walí de al-Ándalus.

### Abd al-Rahman
En 750 en el Califato de Damasco una revolución liderada por la familia abasí derrocó a los Omeyas, descendientes de Mahoma, y ordenaron el asesinato de toda la familia. Uno de sus miembros, nieto del Califa Hixem, el joven Abd al-Rahman ibn Muawiya al-Dajil pudo librarse de la masacre y la persecución y refugiarse en el norte de África, desde donde envió emisarios a al-Ándalus para procurar apoyo a su causa.
En el año 755, el país llevaba soportando cinco años de sequía y de hambre a lo que se sumaba las continuas rebeliones de bereberes, de clanes árabes y de tribus del norte, que luchaban contra los musulmanes como habían peleado durante siglos contra los romanos y los visigodos. Ese año, los árabes qaisíes, base del poder de Yusuf, acababan de vencer a los yemeníes en la batalla de la Saqunda, un descampado frente a las murallas de Córdoba. 
El 14 de agosto del año 755 Abd al-Rahman ibn Muawiya al-Dajil —«El Servidor del Misericordioso, el hijo de Muawiya, el Inmigrado», desembarcaba en la playa de Almuñécar.
El ejército de Yusuf acababa de sufrir una derrota en su lucha contra los vascos. Al enterarse del desembarco mientras viajaba hacia el norte con tropas de refresco, Yusuf abandonó la ofensiva y regresó a Córdoba. Durante el invierno intentó sin éxito negociar con el invasor ofreciendo tierras, dignidades y la mano de sus hijas. En marzo del 756 Abd al-Rahman emprendió su lenta marcha hacia Córdoba seguido por un ejército de sirios, yemeníes y bereberes. En la mezquita de Archidona los sirios lo proclamaron emir y en Sevilla fue aclamado por la población, tras lo que continuó su avance hacia Córdoba, mientras Yusuf retrocedía sin presentar batalla.
Temiendo que Yusuf se fortificara en la capital, Abd al-Rahman envió entonces un emisario al campamento de Yusuf con una carta prometiéndole aceptar sus condiciones, pero esa misma noche sus tropas, principalmente yemeníes, cruzaron el río que las separaba de las de su enemigo y lo masacraron. Yusuf mismo perdió a un hijo en el combate. El 15 de mayo Abd al-Rahman entró en Córdoba.
Consolidado en el gobierno de la península, en 773 Abd al-Rahman se independizó de la nueva capital abasí, Bagdad.

### La invasión
El yerno de Yusuf, al-Siqlabi, levantó en el norte de África un ejército con tropas berberiscas y en 777 desembarcó en la costa murciana de Tudmir. De inmediato se movió hacia Barcelona y entró en contacto con el gobernador independiente de Zaragoza Suleimán-ben-Jakthán-ben-Al-Arabí y con Abu-l-Aswad Muhammad, hijo de Yusuf.
Suleimán incumplió sus compromisos, por lo que el Siqlabí marchó contra él. Entre tanto, el emir Abd al-Rahman envió un fuerte ejército sobre Todmir e incendió su escuadra, cortándole así la retirada.
El Siqlabí, fracasado su intento de controlar Zaragoza, se refugió en una montaña fortificada cerca de Valencia.
Abd al-Rahman ofreció entonces una recompensa de mil monedas de oro por la cabeza de su enemigo. Al poco tiempo, uno de los bereberes que lo acompañaban lo traicionó, mató y cortó su cabeza.

### Coalición de Paderborn
Mientras Abd al-Rahman planeaba ya marchar contra Siria y enfrentar a los usurpadores abasíes, el gobernador Suleimán envió una embajada a Paderborn, donde se encontraba el rey franco Carlomagno, quien tras vencer a los sajones celebraba la dieta o campo de Mayo, para ofrecerle su alianza contra el emir de Córdoba.
Carlomagno aceptó la propuesta: los Anales de Colonia afirman que "Los árabes insurrectos buscaban el medio de satisfacer sus ambiciones y rencores y el Monarca franco veía en esta empresa una buena ocasión de acrecentar sus dominios con la conquista de algunas ciudades del Norte de la Península."
En la primavera boreal del año 778, después de celebrar la Pascua de Resurrección en Casseneuil (Cussinogilum) el Rey de los francos, a la cabeza de una parte de su ejército, se puso en marcha con dirección al país de los vascones, mientras el resto de sus tropas cruzaban los Pirineos orientales para penetrar en Cataluña.
Tras apoderarse de Pamplona y unirse a las fuerzas de Suleimán, quien había ya derrotado y hecho prisionero al general Tábala enviado por el Emir a sofocar la revuelta, Carlomagno avanzó hasta Zaragoza, pero los moros acaudillados por Husayn ibn Yahya al-Ansarí se negaron a recibirle en la ciudad y cerraron sus puertas. Carlomagno concibió sospechas del gobernador y lo retuvo como prisionero. Pronto tuvo que abandonar el sitio de Zaragoza y emprender la retirada hacia las orillas del río Rin, ante las noticias de una nueva insurrección de los sajones de Witekind. 
Tanto en la invasión como durante su retirada, Carlomagno se apoderó de las villas y fortalezas que encontraba en su camino, destruyó hasta los cimientos los muros de Pamplona y reunió un gran botín. En la retirada, fue alcanzado por los ejércitos de Matruch y Ayxón, hijos de Suleimán, quienes tras obtener la libertad de su padre, volvieron a Zaragoza donde, tras arreglar sus diferencias con Al-Hosain-ben-Jahya-el-Ansarí, continuaron en su rebelión contra Abd al-Rahman, obligándolo a ir en persona a sitiar la ciudad, que finalmente se sometió en 780-781.
En cuanto a los francos, los vascos se precipitaron sobre su retaguardia y en la batalla de Roncesvalles la exterminaron.
Aprovechando el ejército en armas, Abderrahmán invadió el país de los vascos y de los francos destruyendo varias fortalezas, entre ellas la de Calahorra, y llevándose entre los rehenes al hijo de Ibn-Belaskot, que era probablemente un caudillo cristiano.